# Saint-Léonard-de-Noblat
Saint-Léonard-de-Noblat is een gemeente in het Franse departement Haute-Vienne (regio Nouvelle-Aquitaine). Saint-Léonard-de-Noblat telde op 1 januari 2022 4.319 inwoners. De plaats maakt deel uit van het arrondissement Limoges.

## Geografie
De oppervlakte van Saint-Léonard-de-Noblat bedroeg op 1 januari 2022 55,59 vierkante kilometer; de bevolkingsdichtheid was toen 77,7 inwoners per km².

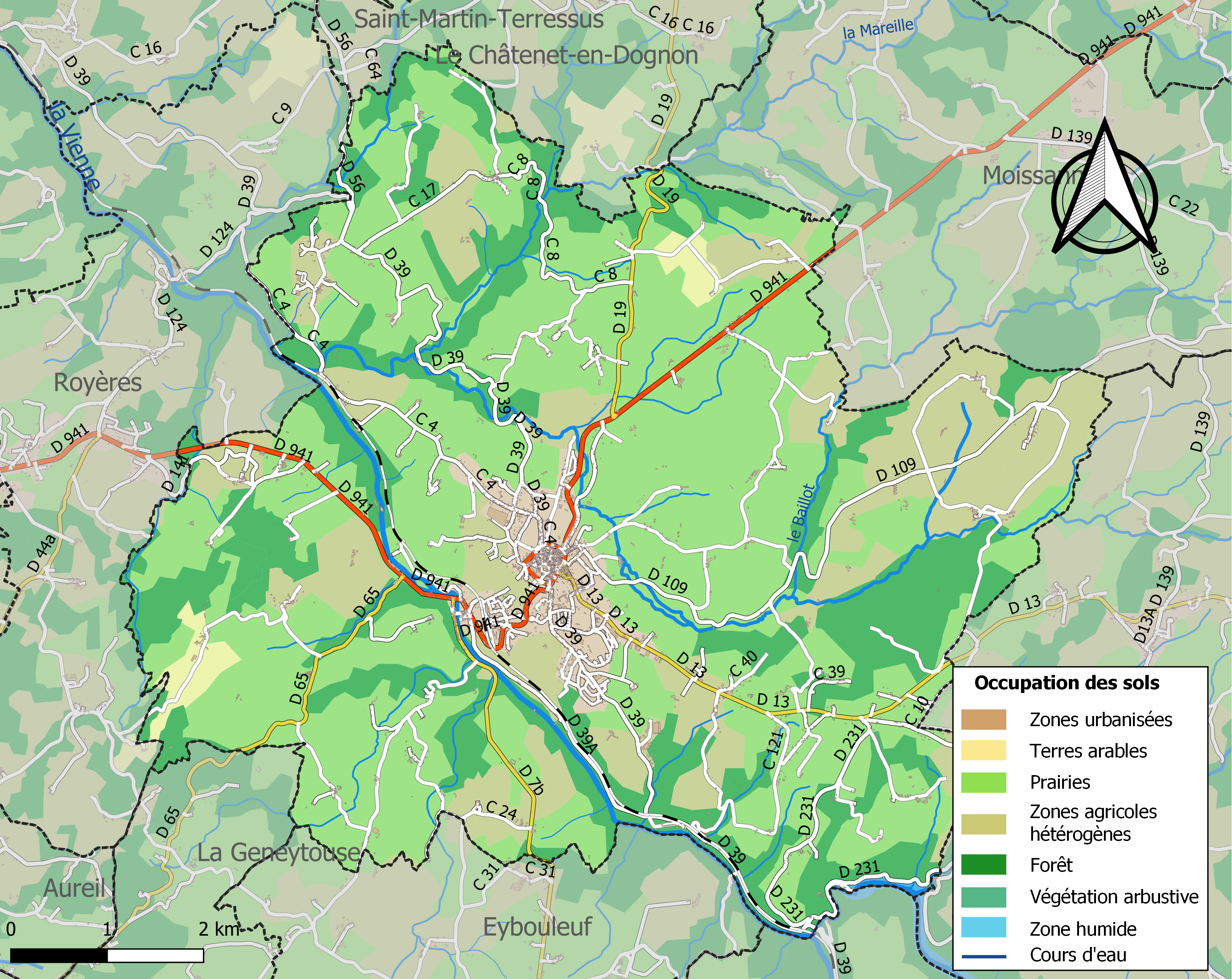
Kaart van de gemeente met belangrijkste infrastructuur, bodemgebruik en omliggende gemeenten

## Verkeer en vervoer
In de gemeente ligt spoorwegstation Saint-Léonard-de-Noblat.

## Demografie
Onderstaande figuur toont het verloop van het inwonertal (bron: INSEE-tellingen).

## Geschiedenis

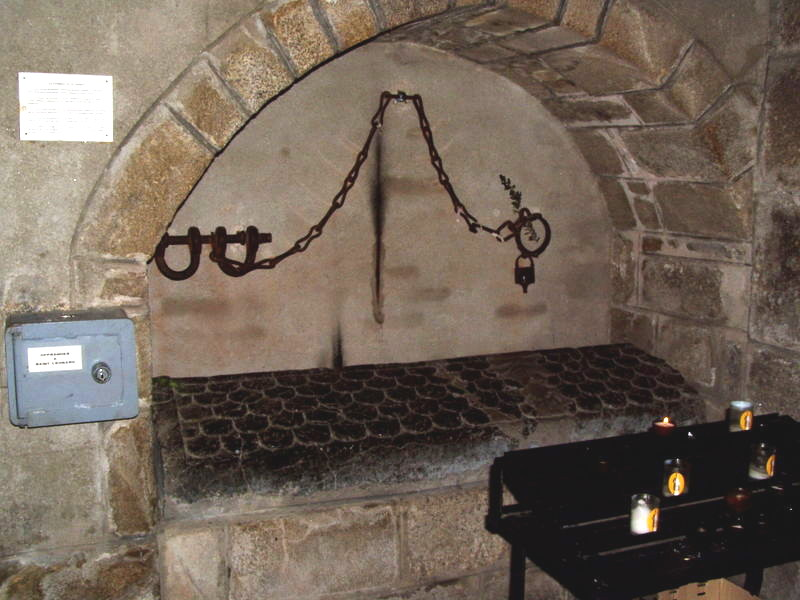
Graf van St.Leonardus met de keten

Saint-Léonard-de-Noblat is ontstaan op het plateau tussen de dalen van de Vienne en zijn zijrivier de Tard vanuit de hermitage van Sint Leonardus, volgens de legende petekind van koning Clovis. Hij had van de koning het privilege gekregen gevangenen gratie te verlenen. Hij koos voor een teruggetrokken leven als kluizenaar in het bos van Pauvain waar hij als wonderdoener bekend werd. Door Leonardus bevrijde gevangenen kwamen hier het bos ontginnen. Dit bos lag tegenover het adellijke kasteel van Noblat. Terwijl de koning bij het kasteel van Noblat op jacht was, werd hem een zoon geboren en uit dankbaarheid schonk hij zijn petekind hier een stuk grond. Zo werd Leonardus de stichter van de naar hem genoemde stad en na zijn dood de patroon van de gevangenen, van vrouwen die moeder wilden worden en van de stad, die uitgroeide rondom het graf van Leonardus. Boven zijn graf in de kapittelkerk hangen als attributen van Leonardus boeien. Het heet dat steriele vrouwen vruchtbaar konden worden als zij deze keten aanraakte. In 1358 werd de broederschap van St. Léonard opgericht, en deze onderhoudt nog altijd actief de tradities rond de verering van de heilige. Zijn feest is 6 november.
Leonardus trok veel pelgrims aan en zo werd Saint-Léonard al snel een verplichte etappe op de St.Jacobsroute door de Limousin. In zijn 12e-eeuwse pelgrimsgids noemde Aimery Picaud tussen Vézelay en Périgueux maar één plaats: Saint-Léonard. Dit leverde veel rijke giften op.
De stad was vanouds een stad van boeren, handwerklieden en handelaren. In latere eeuwen kreeg de stad leerlooierijen en schoenfabrieken en vanaf 1823 vestigden zich er enige porseleinfabrieken.

## Monumenten en musea
- De romaanse kapittelkerk is van de zeven kerken, die de stad ooit bezat, de enige overgeblevene. De kerk is met giften van onder andere pelgrims gebouwd in de 11e en 12e eeuw en gerestaureerd in de 19e eeuw. De klokkentoren, die dankzij stenen inzetdriehoeken elegant overgaat van vierkant naar achtkant, is een van de mooiste van de Limousin. Het priesterkoor is omringd met een krans van zeven koepelvormige kapellen die de kerk een fraai achteraanzicht geven. Naast de ingang is een kleine kapel, die lijkt op de grafkapel van Christus in Jeruzalem; deze dateert nog van voor de eerste kruistocht; hij wordt nu gebruikt als doopkapel. Kunstschatten in de kerk zijn verder onder andere de koorbanken, reliekschrijnen en beelden. De kapittelkerk staat als onderdeel van de St. Jacobsroute op de werelderfgoedlijst van de UNESCO.
- Rondom de kapittelkerk staan nog veel statige huizen uit de 13e tot 18e eeuw, die de plaats middeleeuwse allure geeft.
- De middeleeuwse brug Saint-Martial in de locatie Pont-de-Noblat verbindt Saint-Léonard met het vroegere Noblat.
- De stad kreeg in de 11e eeuw stadsmuren, waarvan het grondpatroon nog voortbestaat in de ringboulevard, die op meerdere punten fraai uitzicht biedt over de valleien van de Vienne en de Tard.
- Het Musé Gay-Lussac is gewijd aan de beroemde chemicus Gay-Lussac (1778-1850) die hier is geboren.
- Het Historail, geopend in 1988, is een museum gewijd aan de geschiedenis van de spoorwegen.
- De Moulin du Got is een papiermolen uit 1522 die tot de Tweede Wereldoorlog gedraaid heeft op de Tard, waar die uitmondt in de Vienne. De molen is in 2003 gerestaureerd en als museum opnieuw werking gesteld.
- Langs de weg tussen Saint-Léonard-de-Noblat en Moissannes herinnert een menhir, ontworpen door kunstenaar Jean-Joseph Sanfourche in 1986, eraan dat de verzetsstrijders van Georges Guingouin op 9 juni 1944 Sturmbannfhürer Helmut Kämpfe gevangen namen. Hij reed alleen voor zijn troepen uit. Bij Moissannes kwam hij oog in oog te staan met de verzetsstrijders. Zijn gevangenneming had ernstige gevolgen, net als die van Oradour-sur-Glane[2].

### Galerij

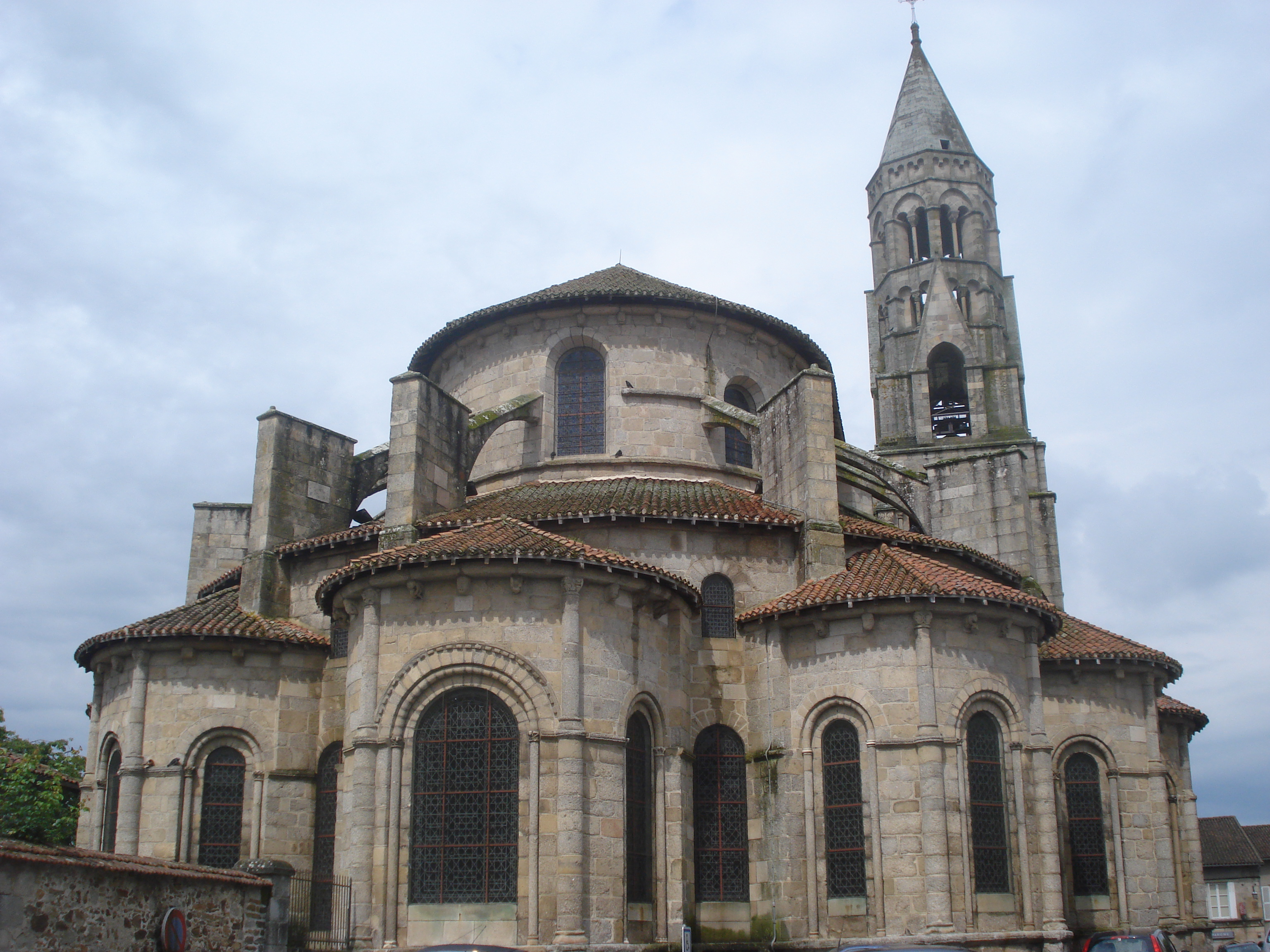
Kapittelkerk achteraanzicht
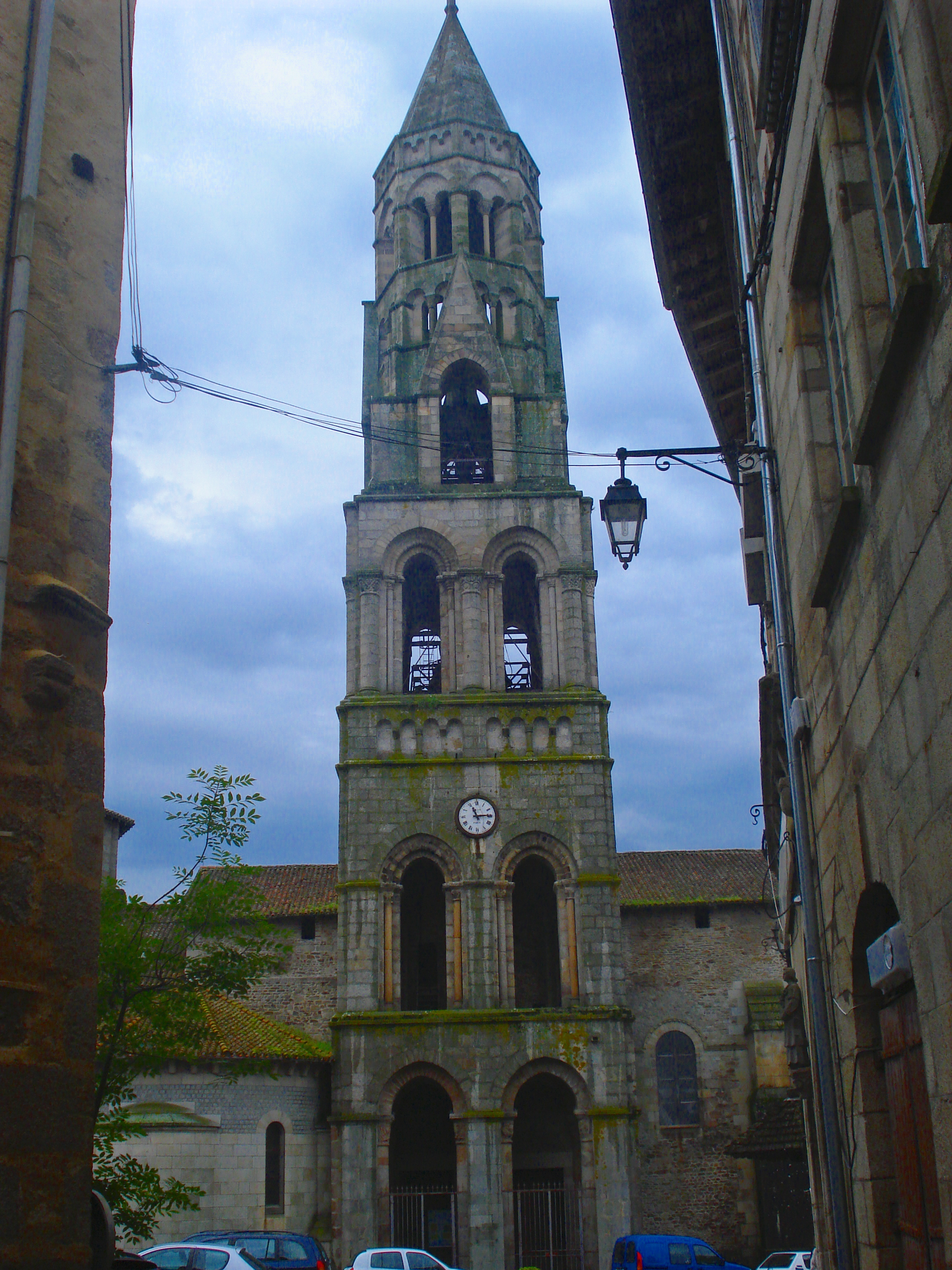
Toren van de kapittelkerk
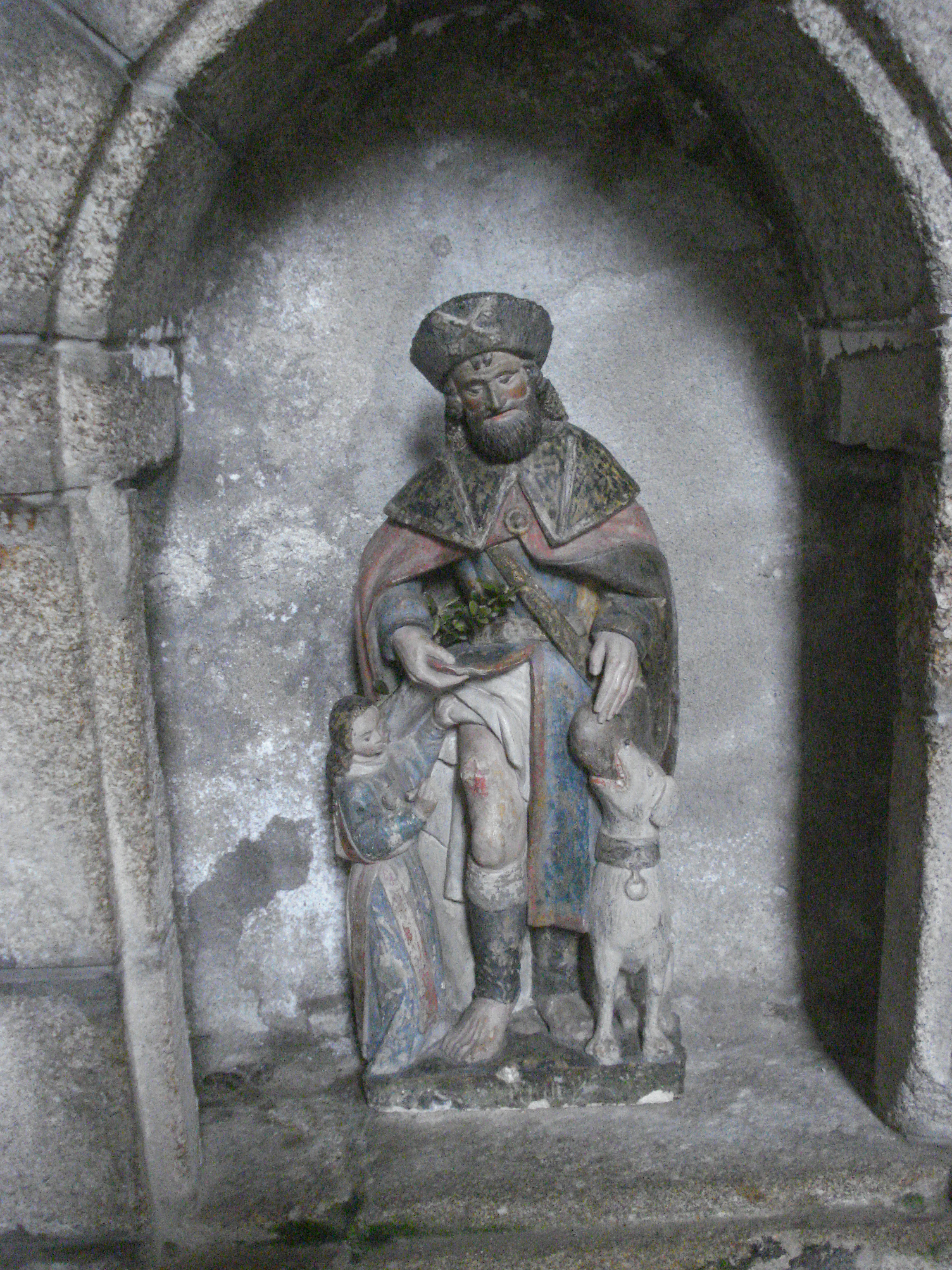
Beeld van St.Rochus in de kapittelkerk
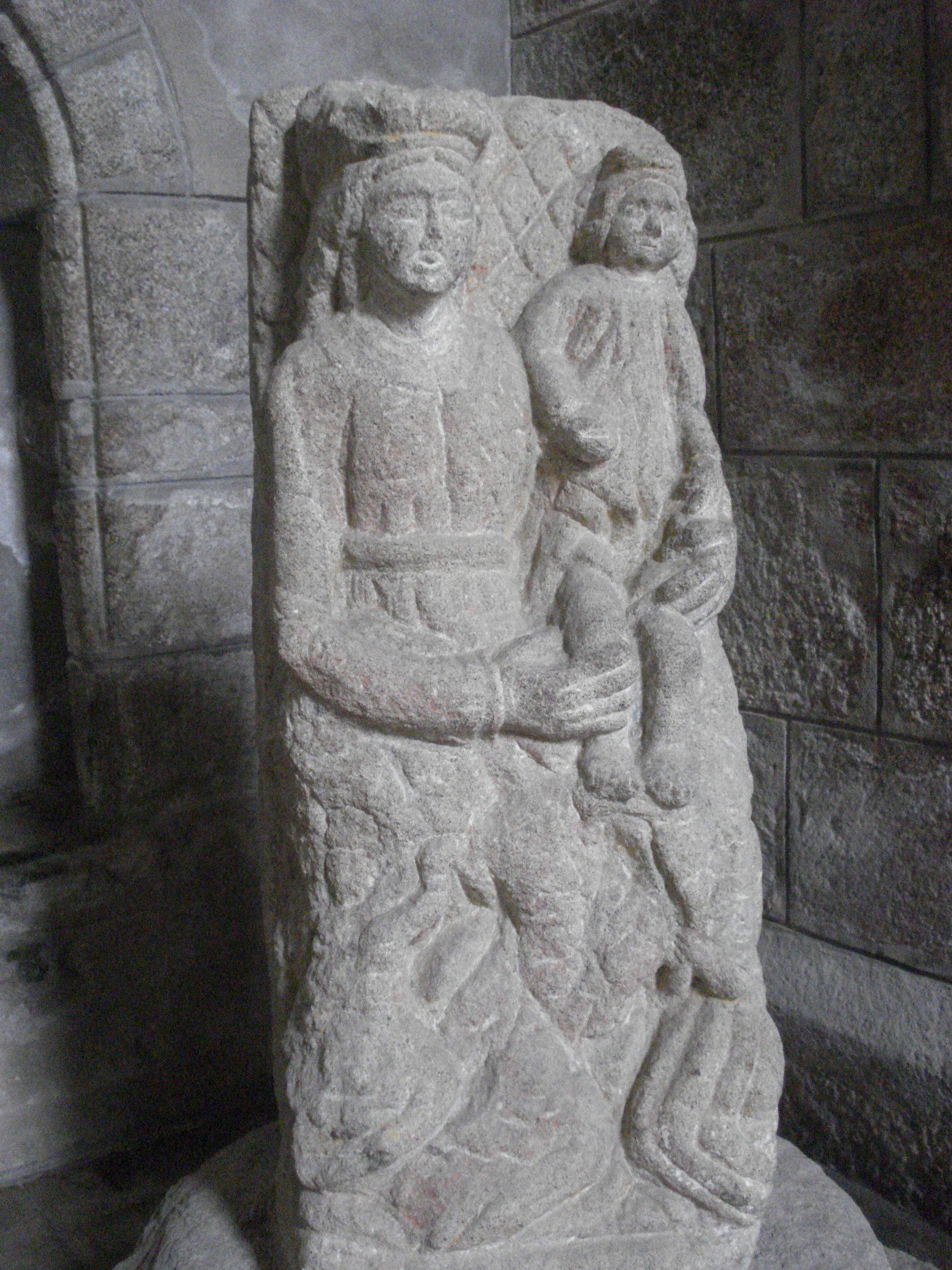
Beeld Maria met kind in de kapittelkerk
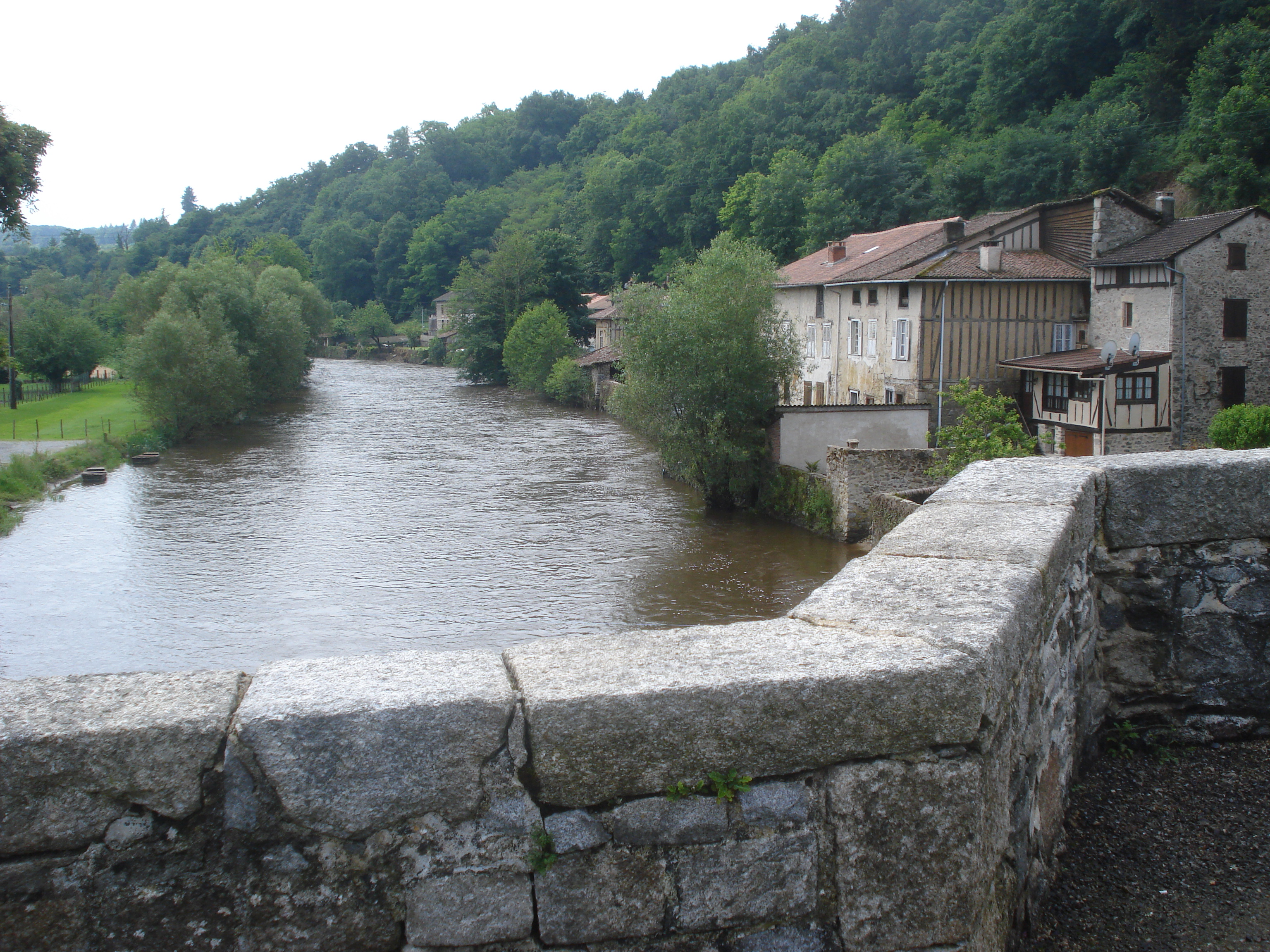
De Vienne bij Pont-de-Noblat
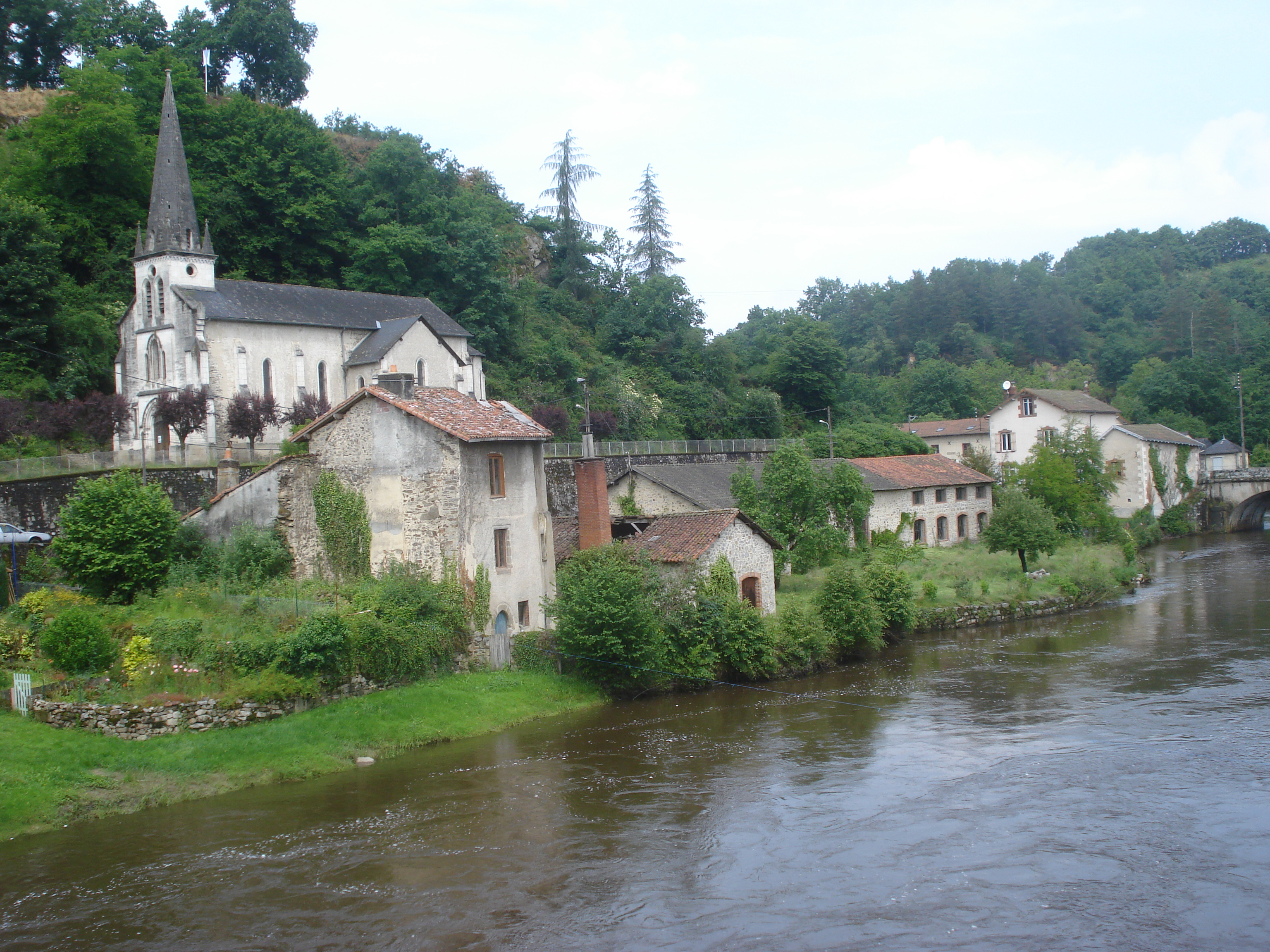
De Vienne en de kerk van Pont-de-Noblat
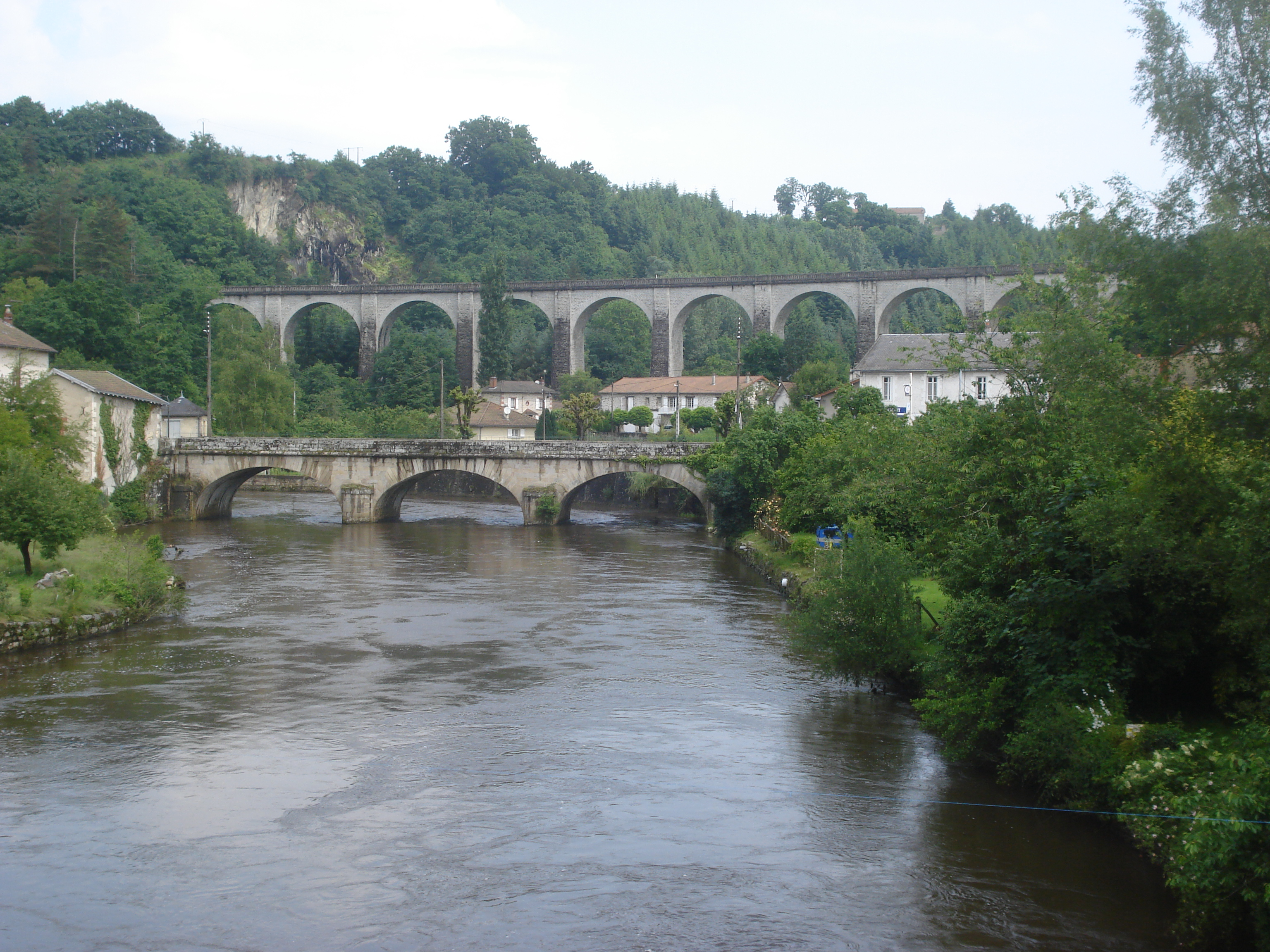
De spoorbrug en de autobrug over de Vienne
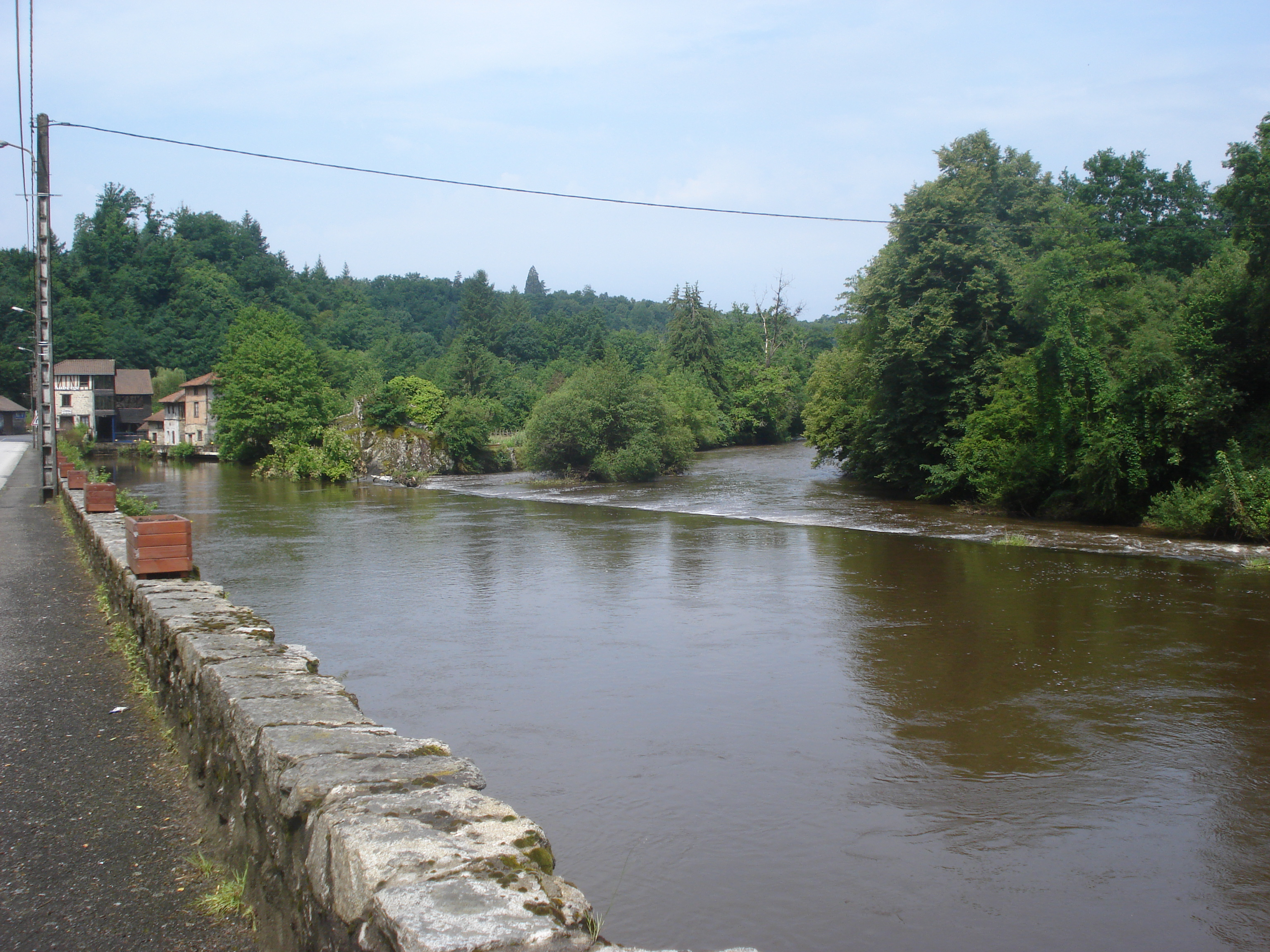
Moulin du Got aan de samenloop van Vienne en Tard

## Sport
Saint-Léonard-de-Noblat was de woonplaats van de beroemde wielrenner Raymond Poulidor. In 2004 en 2023 startte een etappe in wielerkoers Ronde van Frankrijk in Saint-Léonard-de-Noblat.

## Bekende inwoners
Werden geboren in Saint-Léonard-de-Noblat:
- Léonard Honoré Gay de Vernon (1748-1822), constitutioneel bisschop en politicus
- Louis Gay-Lussac (1778-1850), scheikundige en natuurkundige

Bekende inwoners waren:
- Raymond Queneau (1903-1976), schrijver
- Gilles Deleuze (1925-1995), filosoof en een centrale figuur in het postmodernisme
- Jean-Joseph Sanfourche (1929-2010), schilder
- Raymond Poulidor (1936-2019), wielrenner

Serge Gainsbourg (1928-1991) schuilde in 1944 gedurende een paar maanden in de plaatselijke middelbare school en ontsnapte daarmee aan de jodenvervolging.